# Iwan Romazan
Iwan Charitonowicz Romazan (ros. Ива́н Харито́нович Ромаза́н, ur. 18 września 1934 w Magnitogorsku, zm. 27 lipca 1991 tamże) – radziecki inżynier metalurg, dyrektor Magnitogorskiego Kombinatu Metalurgicznego im. Lenina (1985–1991), Bohater Pracy Socjalistycznej (1991).

## Życiorys
W 1954 skończył magnitogorskie technikum industrialne i został technikiem metalurgiem w Magnitogorskim Kombinacie Metalurgicznym, gdzie był również sekretarzem organizacji komsomolskiej odlewni, w latach 1960–1965 studiował w Magnitogorskim Instytucie Górniczo-Metalurgicznym, po ukończeniu którego został inżynierem metalurgiem. Wrócił do pracy w Magnitogorskim Kombinacie Metalurgicznym, został zastępcą szefa odlewni, w latach 1973–1980 był głównym wytapiaczem stali w kombinacie, 1980–1984 zajmował stanowisko głównego inżyniera kombinatu metalurgicznego w Niżnym Tagile, następnie wrócił do Magnitogorskiego Kombinatu Metalurgicznego jako główny inżynier, a 1985–1991 dyrektor kombinatu. Kierował pracą nad głęboką rekonstrukcją kombinatu, m.in. przebudową 6 wielkich pieców, rekonstrukcją walcarki i budową wielu nowych urządzeń. Był również inicjatorem rozbudowy infrastruktury Magnitogorska i budowy diagnostycznego centrum medycznego dla pracowników kombinatu. Od 1986 zastępca członka, a od 25 kwietnia 1989 do końca życia członek KC KPZR.
Jego imieniem nazwany został Pałac Sportu w Magnitogorsku. 18 września 2015 roku wewnątrz tego obiektu otwarto muzeum poświęcone pamięci Iwana Romazana.

## Odznaczenia i nagrody
- Medal Sierp i Młot Bohatera Pracy Socjalistycznej (28 czerwca 1991)
- Order Lenina (dwukrotnie – 29 kwietnia 1986 i 28 czerwca 1991)
- Order Czerwonego Sztandaru Pracy (2 marca 1981)
- Nagroda Państwowa ZSRR (1975)
- Nagroda Rady Ministrów ZSRR

I medale.